# BCL6
پروتئین ۶ لنفوم لنفوسیت بی (انگلیسی: B-cell lymphoma 6 protein) یک پروتئین است که در انسان توسط ژن «BCL6» کُدگذاری می‌شود.

## اهمیت بالینی
این پروتئین در بیماری لنفوم نقش دارد. مشاهده گردیده‌است که ژن «BCL6» در جریان لنفوم بزرگ سلول بی منتشر دچار جهش و جابه‌جایی کروموزومی می‌گردد.
از آنجایی که این پروتئین به‌طور اختصاصی در لنفوسیت‌های بی موجود در مراکز زایگر یافت می‌شود و با روش‌های ایمونوهیستوشیمی قابل ردیابی است، می‌توان از آن برای تشخیص برخی لنفوم‌های نشأت‌گرفته از لنفوسیت‌های بی فولیکولار نظیر «لنفوم بورکیت»، «لنفوم فولیکولار» و «لنفوم ندولار با غلبه لنفوسیتی» که از زیرگروه‌های لنفوم هاجکین هستند، استفاده کرد.

## تعامل مولکولی
این پروتئین با مولکول‌های زیر تعامل پروتئین-پروتئین دارد:
- HDAC4[۸]
- HDAC7[۸]
- HDAC5[۸]
- IRF4[۹]
- ZBTB16[۱۰]

## برای مطالعهٔ بیشتر
- Ueda C, Akasaka T, Ohno H (July 2002). "Non-immunoglobulin/BCL6 gene fusion in diffuse large B-cell lymphoma: prognostic implications". Leukemia & Lymphoma. 43 (7): 1375–81. doi:10.1080/10428190290033305. PMID 12389616.
- Niu H (December 2002). "The proto-oncogene BCL-6 in normal and malignant B cell development". Hematological Oncology. 20 (4): 155–66. doi:10.1002/hon.689. PMID 12469325.
- Tokuhisa T (December 2002). "[A role for Bcl6 in immune memory development]". Tanpakushitsu Kakusan Koso. Protein, Nucleic Acid, Enzyme. 47 (16 Suppl): 2306–12. PMID 12518453.
- Ohno H (April 2004). "Pathogenetic role of BCL6 translocation in B-cell non-Hodgkin's lymphoma". Histology and Histopathology. 19 (2): 637–50. PMID 15024721.
- Pasqualucci L, Bereshchenko O, Bereschenko O, Niu H, Klein U, Basso K, Guglielmino R, Cattoretti G, Dalla-Favera R (2004). "Molecular pathogenesis of non-Hodgkin's lymphoma: the role of Bcl-6". Leukemia & Lymphoma. 44 Suppl 3: S5–12. doi:10.1080/10428190310001621588. PMID 15202519.
- Jardin F, Ruminy P, Bastard C, Tilly H (February 2007). "The BCL6 proto-oncogene: a leading role during germinal center development and lymphomagenesis". Pathologie-Biologie. 55 (1): 73–83. doi:10.1016/j.patbio.2006.04.001. PMID 16815642.